# Корогодово
Корогодово — исчезнувшая деревня в Починковском районе Смоленской области России. 
Название происходит от корогод - хоровод, либо вообще ряд чего либо, например частокол .
Располагалась между существующими сейчас деревнями  Киселёвка, Зимницы и Митюли. На правом берегу ручья Вепрянка в 2 километрах южней Киселёвки и в километре юго-восточней современной автодороги Хицовка-Хиславичи. Это место сейчас входит в состав Даньковского сельского поселения. В 10 км к северо-востоку расположен город Починок.

## История
Самое раннее упоминание деревни можно увидеть в Планах Генерального Межевания Смоленской губернии, созданных в 1780-1790-х годах. Тогда она отмечена в планах Смоленского уезда. 
Но списке населённых мест Смоленской губернии по данным на 1859 год числится как казённая деревня Краснинского уезда с 11 дворами и 157 жителями .
По картам Генерального Штаба Красной Армии, данные для которых собирались в 1920-х годах, в деревне считается 25 дворов и отмечена школа.
Однако на топографических картах конца 1970-х годов и в справочнике 1981 года деревни уже нет. А на карте 2010 года она отмечена, как урочище Корогодово.